# 亚非野猫
亚非野猫又称非洲野猫（英語：African wildcat），是一种小型猫科动物，广泛分布于非洲大陆、西亚、中亚、印度西北和中國西北，栖息于草原、灌木丛、沙漠等多种生境。在中国称为草原斑猫，并被列为中国二级保护动物。学界曾将亚非野猫与欧洲野猫都归为野猫（Felis silvestris）的亞種，后将二者划为独立物种。
基因研究结果表明，亚非野猫约在 17.3–13.1 万年前分化为三支：近东野猫（分布地包含北非）、亚洲野猫和南非野猫，其中近东野猫为家猫的祖先。在人们的一般认知中，家猫约在 4000 年前的古埃及被驯化，然而根据美国学术期刊《Science》2004 年的报道，在塞浦路斯的新石器时代人类遗址希路诺坎博斯，一座 9500 年前的墓穴中，考古学家发现人类尸骨旁 40 厘米处的一只 8 个月大的近东野猫遗骸，这是已知最早的猫与人之间存在密切联系的证据，也表明猫可能早在 1 万年前的近东地区便已被驯养。至今家猫和亚非野猫之间的杂交仍相当普遍。

## 形態特徵
亚非野猫体呈沙棕色到黃灰色，尾巴有黑色條紋。体毛短于歐洲野貓，体型也较小。頭加軀幹全長 45–75 厘米，尾長 20–38 厘米，体重 3–6.5 千克。

## 生活習性
夜間和黃昏是亚非野貓的主要活動時間，白天通常潜伏在草叢中，但若天色昏暗或多雲，它們也會出來活動。多在洞穴居住并生育。懷孕期 56–69 天，每胎 2–6 崽，多為 3 隻。多數小貓在雨季出生，因為雨季有充足的食物。
亚非野猫主要捕食小型啮齿类动物，有時也捕食鳥類、爬行類、兩棲類和昆蟲。捕獵方法是悄悄地接近獵物，到達距離獵物約 1 米時，迅速扑杀猎物。
受到威胁時，亚非野猫会拱起脊背并會豎起体毛，使自身看上去更大，以震慑對手。